# Ochrotrigona quadratifera
Ochrotrigona quadratifera är en fjärilsart som beskrevs av Louis Beethoven Prout 1928. Ochrotrigona quadratifera ingår i släktet Ochrotrigona och familjen nattflyn. Inga underarter finns listade i Catalogue of Life.